# Lazzaro Carafino
Lazzaro Carafino, o Caraffino, o Caraffini (Cremona, 1590 – Como, 15 giugno 1665), è stato un vescovo cattolico italiano.

## Biografia
Le fonti sulle sue origini sono discordanti: alcune lo indicano come nativo di Cremona, altre invece situano i suoi natali a Santa Croce, borgata poi ricompresa nel comune parmense di Polesine Zibello; la data stessa di nascita è da alcuni documenti stimata attorno al 1590, mentre altri la collocano con precisione al 16 giugno 1594.
Ordinato sacerdote, esercitò inizialmente il ministero nel Cremonese, diventando altresì dottore in utroque iure. Entrò così in contatto col vescovo Desiderio Scaglia, teologo e inquisitore di grande fama, che lo volle al suo fianco come segretario e, nel 1622 (un anno dopo essere stato creato cardinale), lo consacrò a sua volta alla dignità episcopale, co-consacranti Alessandro Guidiccioni, vescovo di Lucca, e Ludovico Sarego, già vescovo di Adria.
Dal 1622 al 1626 Carafino fu vescovo di Melfi e Rapolla, subentrando proprio a Scaglia, frattanto nominato vescovo di Como. Nel 1626 fu indicato da papa Urbano VIII per succedere nuovamente al suo "padrino", stavolta alla guida della diocesi lariana.
Pastore vigoroso, Carafino da vescovo di Como costituì ventidue nuove parrocchie, consacrò quattordici chiese e stimolò il restauro di molti templi esistenti, promuovendo altresì importanti opere caritatevoli. Lavorò attivamente per contrastare la penetrazione del luteranesimo in Valtellina ed ebbe attriti con la parte di diocesi che al tempo ricadeva in territorio svizzero, ove la Dieta tentava di limitare l'effettivo potere giurisdizionale dell'episcopato: a più riprese fu inutilmente rivolta una richiesta al papa per creare una diocesi autonoma, o quantomeno per affidare i baliaggi italofoni del sud a un vicario ad hoc.
Morì a Como il 15 giugno 1665; le sue spoglie riposano nella cattedrale della città.

## Genealogia episcopale
La genealogia episcopale è:
- Arcivescovo Filippo Archinto
- Papa Pio IV
- Cardinale Giovanni Antonio Serbelloni
- Cardinale Carlo Borromeo
- Cardinale Ottavio Paravicini
- Cardinale Giambattista Leni
- Cardinale Desiderio Scaglia, O.P.
- Vescovo Lazzaro Carafino